# アークミール
株式会社アークミール（英: ARCMEAL Co.,Ltd.）は、埼玉県さいたま市中央区に本社を置く、安楽亭傘下のファミリーレストランチェーン。ステーキのどん、ステーキハウスフォルクス、しゃぶしゃぶどん亭を展開している。
かつてdonイタリアーノブランドも存在していたが2023年1月9日の坂戸店閉店をもって閉業している。
丼料理専門店の旧社名が同名である株式会社どんが展開する「ザ・どん」とは無関係である。
牛丼をメインとする株式会社富士達がチェーン展開する｢どん亭｣とは無関係である。

## 概要

### 旧株式会社どん
旧株式会社どんは「ステーキのどん」を関東地方で運営する会社である。
- 1976年に富士フード株式会社が、「ステーキのどん」1号店を群馬県前橋市に開店する。
- 1990年11月8日に旧株式会社どんが設立され、1991年に旧株式会社どんへ商号変更する。
- 1998年に旧株式会社どんは、富士フード株式会社より「ステーキのどん」の店舗運営を譲受する。

1990年代以降はドン・イタリアーノやどん亭など別ジャンルのレストランを出店し、店舗数は前身である富士フードの創業地である群馬県より、本社（鶴ヶ島市）の置かれていた埼玉県下が最多で、特に国道254号と国道122号に挟まれた地域（特にさいたま市等の国道17号沿線）への出店が目立ち、東京都内は多摩地方を中心に展開する。

### 旧株式会社フォルクス
株式会社フォルクスは「ステーキハウスフォルクス」を運営する会社で、本店は大阪府吹田市豊津町10番11号に、本社は東京都新宿区愛住町に置く。1970年にダイエーがファミリーレストラン事業の一環として大阪市大淀区に設立し、一号店の中津店を出店する。
ダイエーグループの一員であることから旧フォルクスの主要株主は、親会社ダイエーの他、オーエムシーカード、オレンジフードコート、ローソン、中内インターナショナル、ベンチャー・リンク、リンク・インベストメント、マルナカ興産、イチケン、三和銀行といったダイエーグループ企業やダイエーと親密な企業であり、福岡ダイエーホークス優勝の際に優勝セールなどを実施していた。

### 株式会社どん→株式会社アークミール
- 2005年2月、旧株式会社どんが、株式会社フォルクスの株式を株式会社ダイエーから取得して子会社化する。
- 2006年3月1日、旧株式会社どんが株式会社フォルクスを存続会社として合併し、商号を株式会社どん[注釈 1]に変更するも、「フォルクスが実質的な存続会社ではないと認められる」として大阪証券取引所で「不適当な合併等」に係る猶予期間入りする。
- 2008年
  - 2月28日、経営再建と資金調達を目的とした第三者割当増資を実施し、吉野家ホールディングスの持分法適用会社となる。
  - 7月18日、吉野家ホールディングスが1株あたり400円での株式公開買付け（TOB）実施を発表して成立し、吉野家ホールディングスの連結子会社となる。
- 2009年以降、ステーキのどんを中心に不採算店を順次閉店し、特に北関東の埼玉隣接県で店舗数を大幅に縮小する。
- 2010年
  - 1月7日、14億円の債務超過状態に陥り継続企業の前提に関する事項の注記を発表するが、吉野家ホールディングスの資金貸付により解消する。
  - 同年2月期決算で、のれん減損処理を合わせた特別損失43億円を計上する。
  - 7月5日、大阪証券取引所の指定した猶予期間中に上場継続基準を満たせず上場廃止[2]。
- 2015年9月1日、株式交換により吉野家ホールディングスの完全子会社となり、商号を株式会社アークミールに変更する。
- 2016年2月、東京都中央区へ本社を移転する。
- 2017年3月1日、Tポイントを導入する。
- 2020年
  - 3月1日、吉野家HDは事業再構築のため全株式を譲渡し、安楽亭の完全子会社となる。
    - メインバンクは、旧株式会社どんと同様に埼玉りそな銀行である。

  - 7月31日、Tポイントを終了[3]。

## 店舗
2024年4月4日現在、主に関東、関西、九州地方に展開されており、合計132店舗ある。
展開中の店舗
ステーキのどん
62店舗。1976年に群馬県前橋市で開店したステーキレストラン。ランチもディナーもスープ・ライス・パンがおかわり自由で提供する。
フォルクス
38店舗「フォルクス」はドイツ語で「国民・民衆」の意である。アメリカのステーキレストランから日本で最初にサラダバーを取り入れるなど、国内のステーキレストランとしてさきがけた。おかわり自由のスープバー・サラダバー・ブレッドバーを新橋店を除いて導入する。
しゃぶしゃぶどん亭
31店舗 1990年 に群馬県前橋市で開店した｢牛肉を和風に楽しめるお店｣をコンセプトに アークミールがステーキレストランの経営で培ってきたコンセプトを｢和風のスタイル｣にしてしゃぶしゃぶとすき焼きを楽しむことが出来る専門店。
donイタリアーノ
2023年1月9日の坂戸店(1号店)閉店により閉業。
その一方でホームページは2024年現在閉鎖されていない。

## 不祥事
- 2005年11月15日、旧フォルクスは脂身などをつなぎ固めた成型肉であることを明示せずステーキと表示した商品を販売していたとして、公正取引委員会から排除命令を受ける。
- 2009年9月9日、「ステーキのどん」埼玉県内の2店で角切りステーキを食べた利用客2人がO157による食中毒を発症し3日間の営業停止処分となった[4]。12日には新たに5店舗で7人の発症が確認[5]、13日には3店舗で5人の発症が確認[6]、14日には1店舗で1人の発症が確認され[7]、他店舗も自主休業などの対応を採る。